# استان افیون قره‌حصار
استان افیون قره‌حصار یکی از استان‌های ترکیه است که در ناحیه اژه واقع شده‌است.
مرکز این استان شهر افیون قره‌حصار است.

## مردم
مردم این استان مسلمان سنی حنفی مذهب می‌باشند. از نظر اقتصادی نیز اکثریت مردم در موقعیت خوبی هستند.

## اماکن قدیمی
در این شهر تاریخی آثار باستانی زیادی همچون حمام کافر (گئورحمامی)، قلعه‌افیون (افیون قالاسی) و مسجد عرب (عرب مسجدی)، مسجد عمارت (ایمارت جامع‌سی)، مسجد اولو (اولو جامع‌سی) و… قرار دارد که قدمت بعضی از آنها به دوران بیزانس روم متعلق می‌باشد.
همچنین در افیون حمامهای آب‌گرم ژئو ترمال وجود دارد که ادعا می‌شود بعضی از آنها در درمان برخی بیماری‌های پوست و استخوان بسیار مؤثر هست و همین امر باعث شده که هر روزه تعداد زیادی گردشگر به این استان سفر کنند.

## شخصیت‌های مهم
افراد نامدار این شهر عبارتند از:
1. دهمین رئیس‌جمهور ترکیه آقای احمد نجدت سزر
2. فرمانده کل ارتش ترکیه آقای ایلکر باشبوغ می‌باشد
3. وزیر جنگلبانی ترکیه ویسل اراوغلوویسل اراوغلو

### هنرمندان
از هنرمندان بزگ ترکیه خانم امل موفتی اوغلو و خانم نورگول یشیل چای می‌باشند.

## شهرستان‌ها
شهرستان‌های استان آفیون قره حصار عبارتند از:

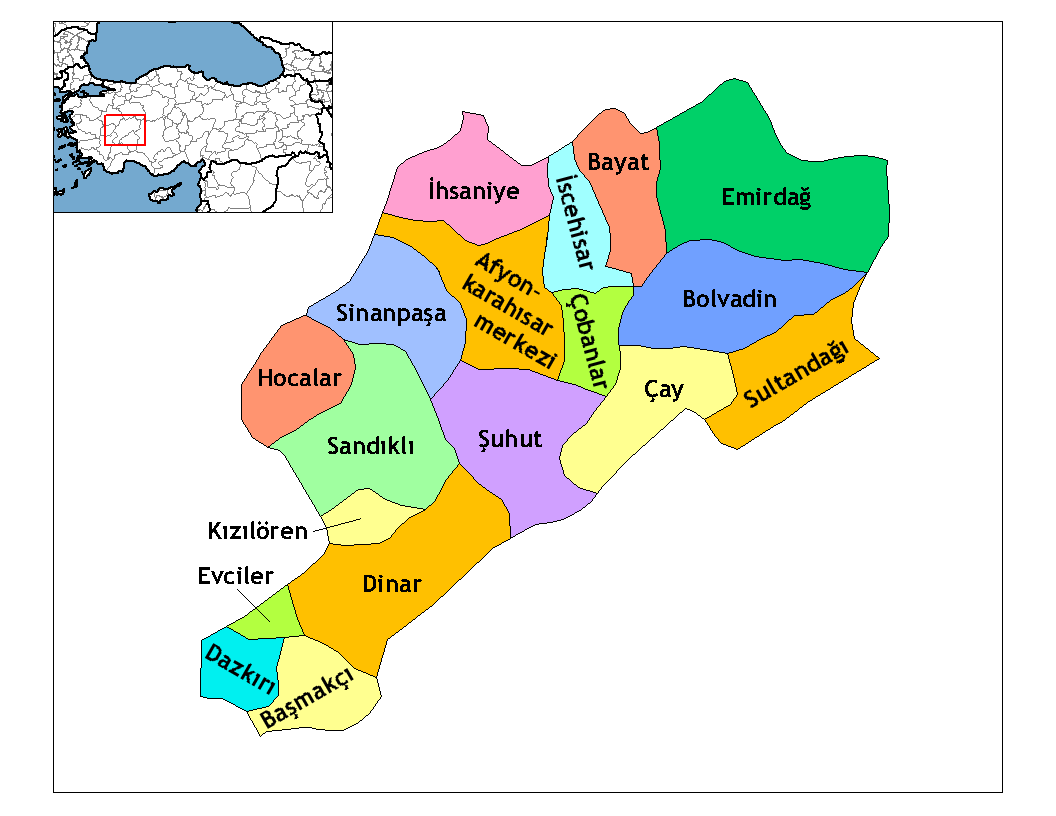
شهرستان‌های استان افیون قره‌حصار

احسانیه • افیون قره‌حصار • امیرداغ • اوجیلر • ایسجه‌حصار • باشماقچی • بولوادین • بیات • چای • چوپان‌لار • خواجه‌لار • دازکری • دینار • سلطان‌داغی • سنان‌پاشا • شُهود • صندوق‌لی • قزل‌اورن